# Cosmas- en Damianusvloed (1477)
De stormvloed van 1477, ook wel de eerste Cosmas- en Damianusvloed genoemd, was een stormvloed die op 27 september 1477 woedde in een gebied dat anno 2018 (delen van) Nederland, België en Duitsland omvat.

## Gevolgen
- Walcheren in Zeeland kwam onder water te staan als gevolg van meerdere dijkdoorbraken langs de kust.
- Tot in het noorden van Duitsland sloeg de storm toe. In het huidige Sleeswijk-Holstein liepen grote stukken land onder water, met name Dithmarschen kreeg het zwaar te verduren.
- De Zuiderzee verziltte verder, doordat de gaten tussen de Waddeneilanden werden verbreed.
- Kasteel Hellenburg nabij het dorp Baarland, raakte door de storm zwaar beschadigd. Tegenwoordig zijn alleen de fundamenten nog terug te vinden.
- Arnemuiden werd verwoest.
- In Vlaanderen kwamen grote gebieden onder water te staan.
- Het dodental lag erg hoog[bron?], met name in het noorden van Duitsland en aan de Nederlandse kust.